# Victoria (inslagkrater)

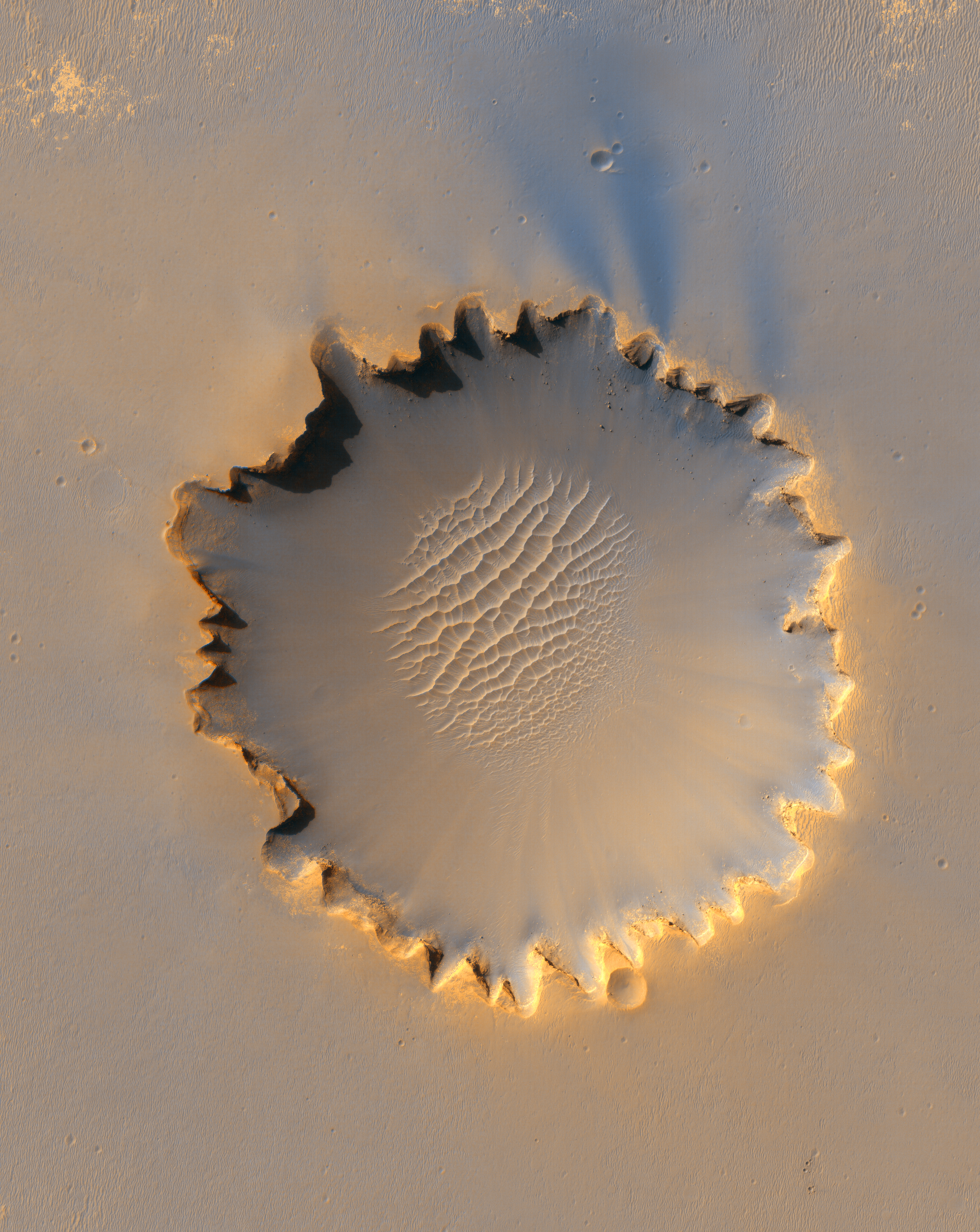
De Marskrater Victoria met duinen en donkere strepen rechts boven. De foto is genomen op 3 oktober 2006 tijdens de Marszomer door HiRISE op de Mars Reconnaissance Orbiter. Op de positie van "tien uur" is het Marskarretje zichtbaar op deze foto bij hogere resolutie. De zon staat linksboven in het westen, 30 graden boven de horizon. Noord is boven.

Victoria is een inslagkrater gelegen op lengte 5,50°W en breedte 2.05°Z in Meridiani Planum aan de evenaar van Mars. Deze krater wordt sinds januari 2004 verkend door het Marswagentje Mars Exploration Rover Opportunity. De krater is ongeveer 70 meter diep en 730 meter breed en daarmee bijna acht keer groter dan Endurance, die door Opportunity bezocht werd gedurende sols 95 tot 315. De naam is afkomstig van een van de schepen van Ferdinand Magellaan: de Victoria, het eerste schip dat de wereld rondvoer. Langs de geschulpte randen van de krater bevinden zich veel nissen en uitstulpingen, die genoemd zijn naar baaien en kapen die Magellan ontdekte. De randen zijn afgesleten en deels ingestort door erosie. Sedimentaire rots komt aan het oppervlak aan de binnenwand van de krater en rotsblokken die afgebroken zijn van de rand liggen op de bodem. Een opvallende duinengroep van zand is zichtbaar.

## Belang
Kraters zijn van belang voor onderzoekers omdat ze toegang bieden tot ondergrondse lagen en zo de geologische geschiedenis tonen. Victoria is de eerste Marskrater die grondig onderzocht kon worden.

## Naamgeving landschapselementen
Opportunity deed er 21 maanden over om de rand van Victoria te bereiken op 26 september 2006 (sol 951), in wat "Duck Bay" gedoopt werd. Andere oppervlaktekenmerken kregen de namen "No Name", "Duck Crater", "Emma Dean", "Maid of the Canyon" en "Kitty Clyde's Sister". Nissen in de buurt werden gefotografeerd zoals "Cape Verde" en "Cabo Frio" en een kleine heldere krater ter grootte van Beagle krater aan de andere kant van Victoria.
Misschien is Victoria de laatste belangrijke locatie die het karretje Opportunity bezoekt. Het kost waarschijnlijk een jaar om de krater grondig te onderzoeken. Andere diepere kraters zijn meer dan 25 km weg.

## Verkenning

Panorama van de Victoria crater

Na aankomst in de krater maakte het Marswagentje een rondrit van een kwartcirkel met de klok mee. De verschillende "baaien" en "kapen" kregen namen naar de ontdekkingen van Ferdinand Magellaan met zijn schip Victoria.
Met de rondrit werden mogelijke in- en uitgangen in en uit de krater opgespoord. Een topografische kaart werd gemaakt terwijl verbeterde software werd geïnstalleerd in het karretje. De gelaagdheid van de wanden van de verschillende kapen en de donkere strepen aan de noordkant van de krater werden onderzocht.

## Binnenkant
Een stofstorm over heel Mars vertraagde de opmars naar Victoria en bedreigde beide Marskarretjes. Op sol 1291 deed Opportunity een proef om slippen en wegrijden te onderzoeken. Op sol 1293 reed het karretje de krater in via Duck Bay. In december 2007 werden rotslagen in de krater onderzocht.

## Andere kraters bezocht door het MarskarretjeOpportunity

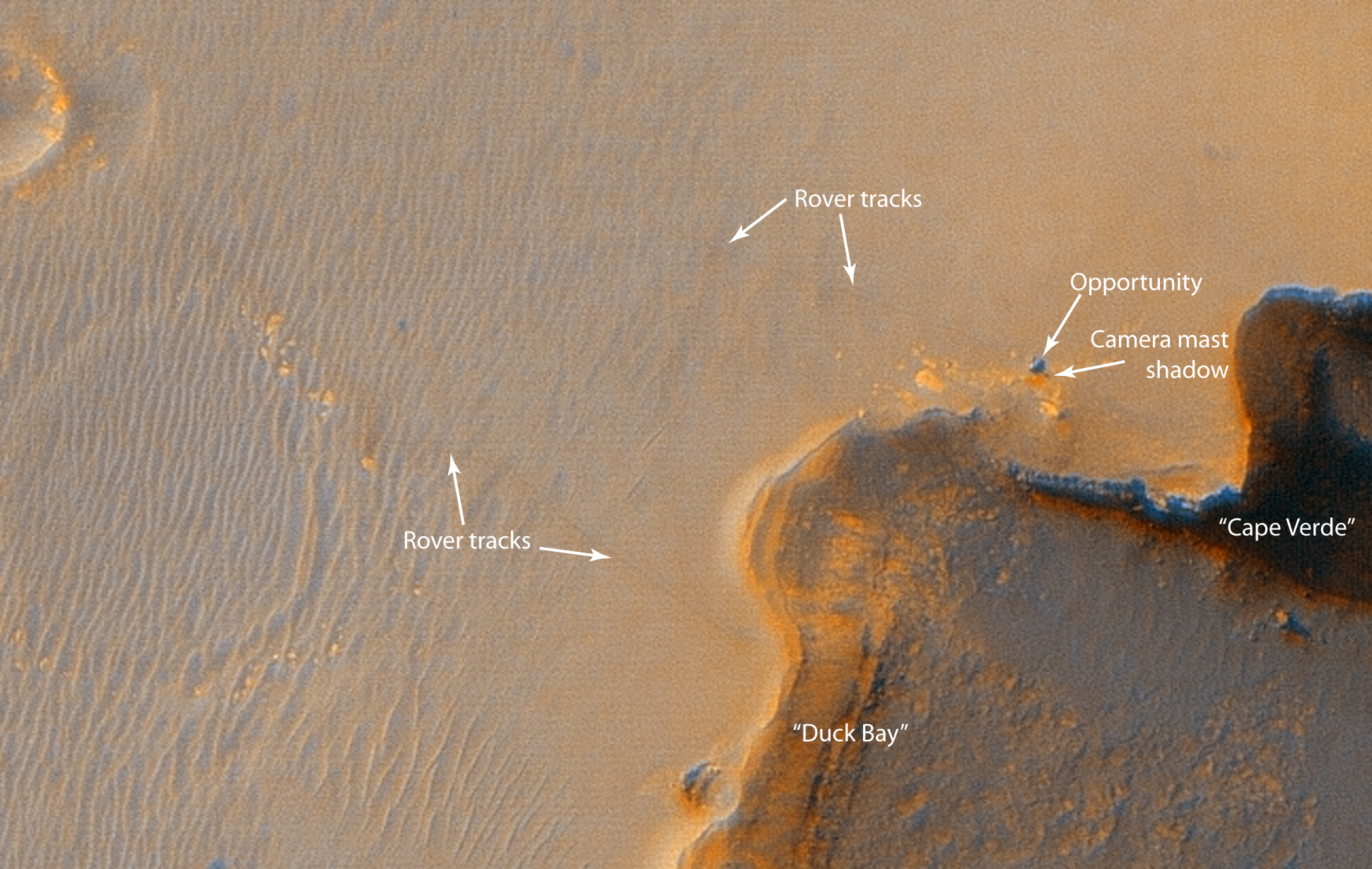
Mars Exploration Rover Opportunity aan de rand van de Victoria Krater van boven gefotografeerd door de Mars Reconnaissance Orbiter. Duck Bay, Cape Verde en wielsporen zijn aangegeven.

- Eagle Krater
- Fram Krater
- Endurance Krater
- Argo Krater
- Vostok Krater
- Erebus Krater
- Beagle Krater
- Emma Dean Krater

## Galerij
Driedimensionaal uitzicht vanuit Duck Bay. Amateur-anaglyfen met alle details van de Navcam ruwe beelden (klik om te vergroten).

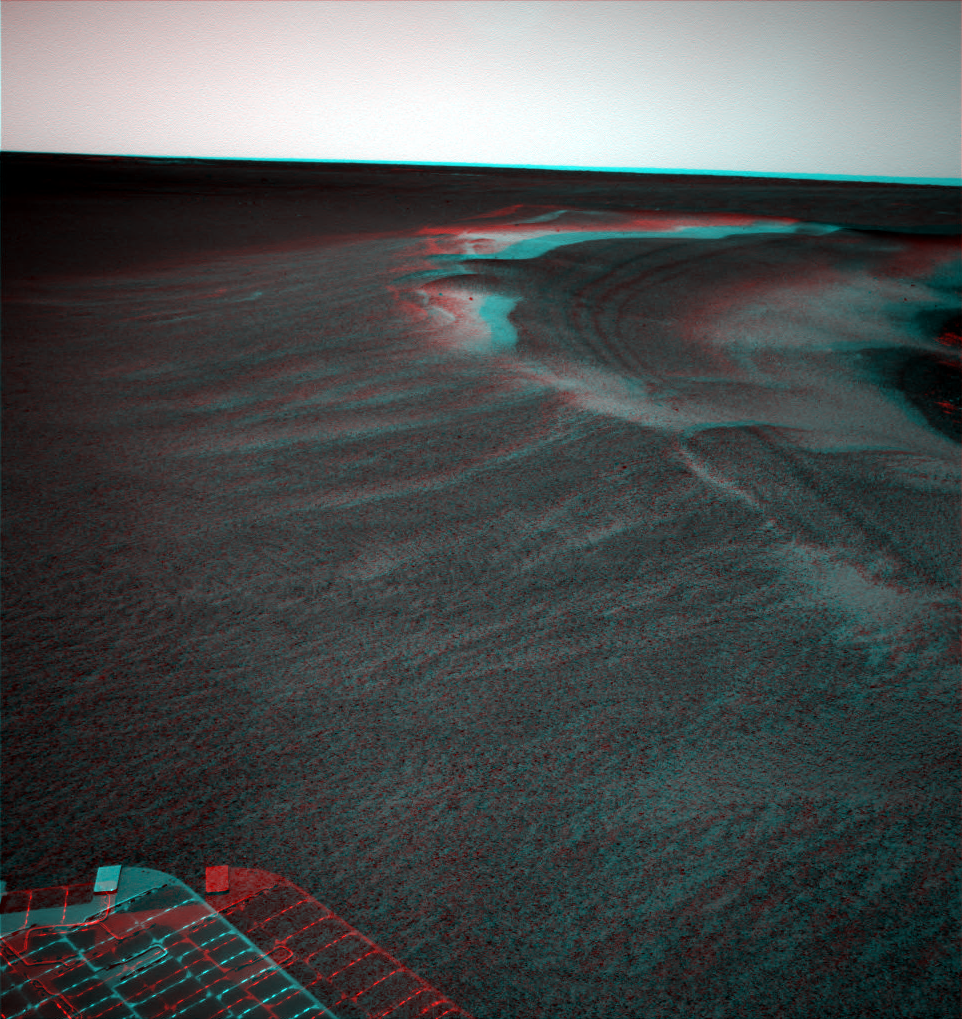
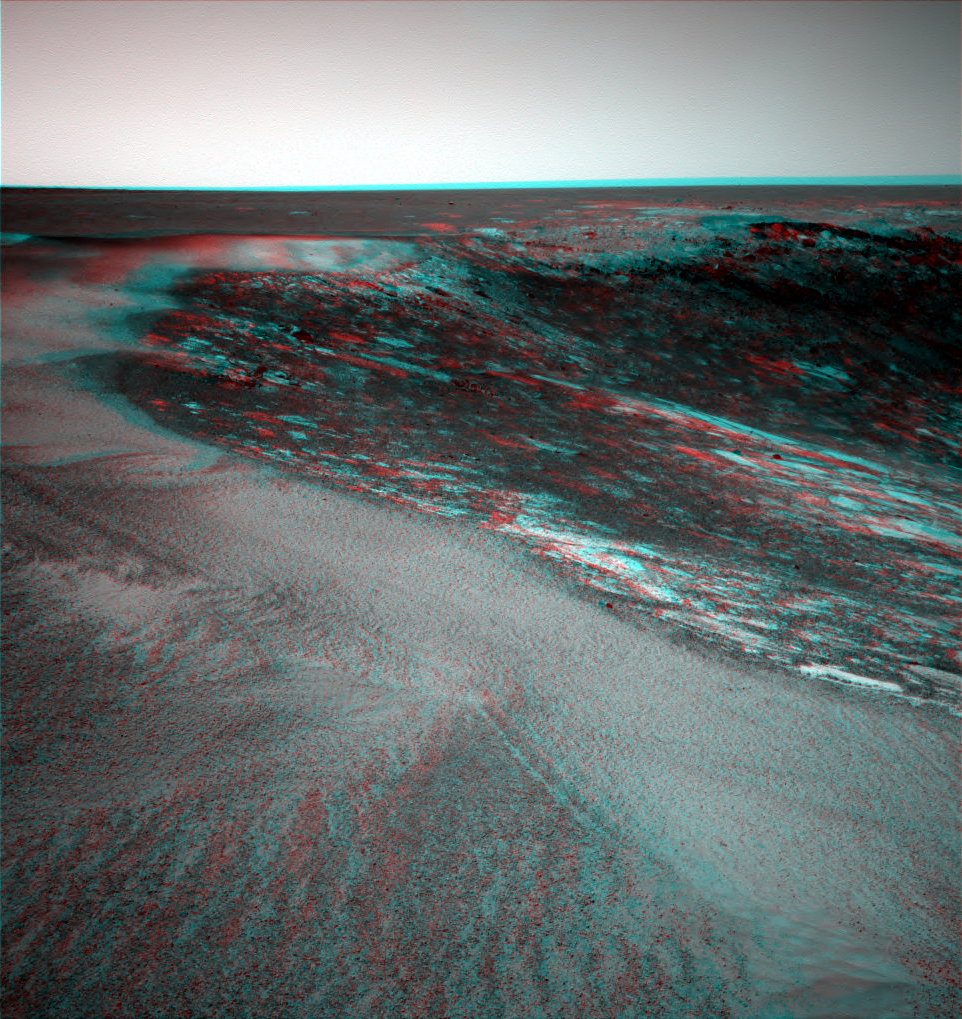
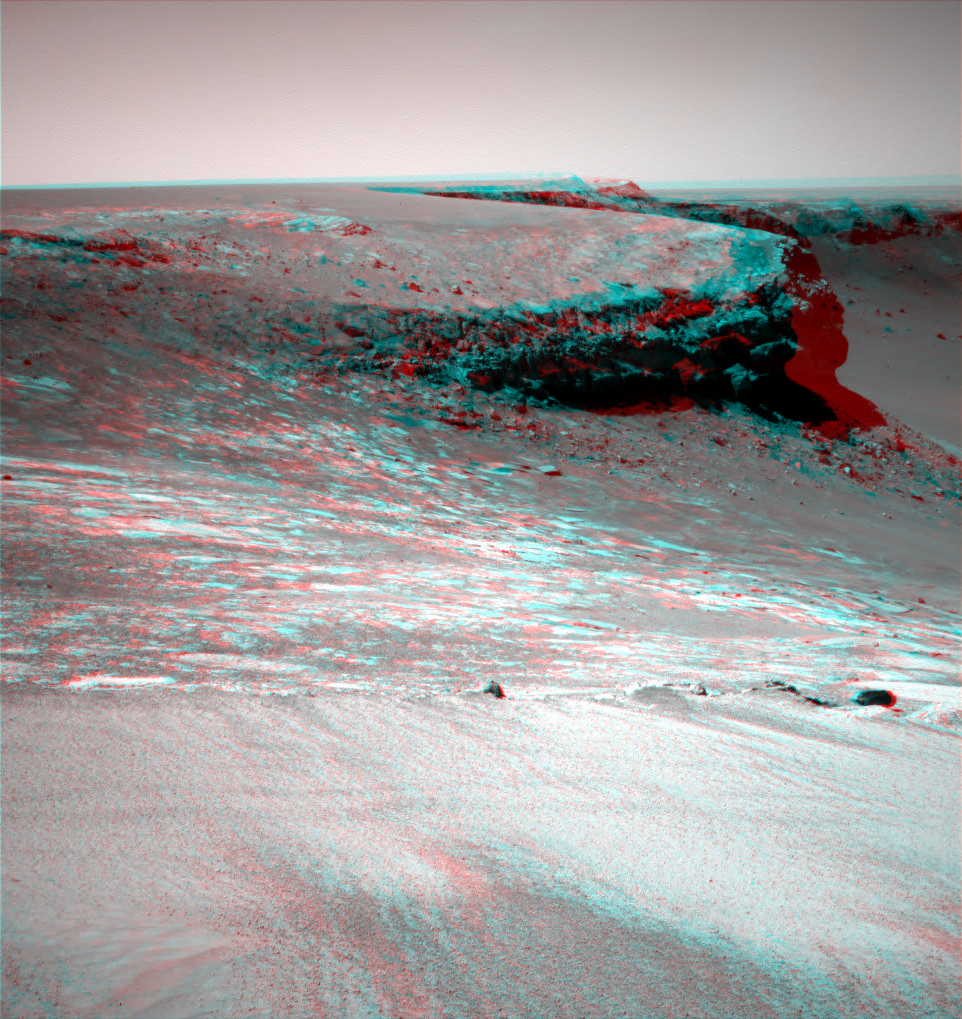
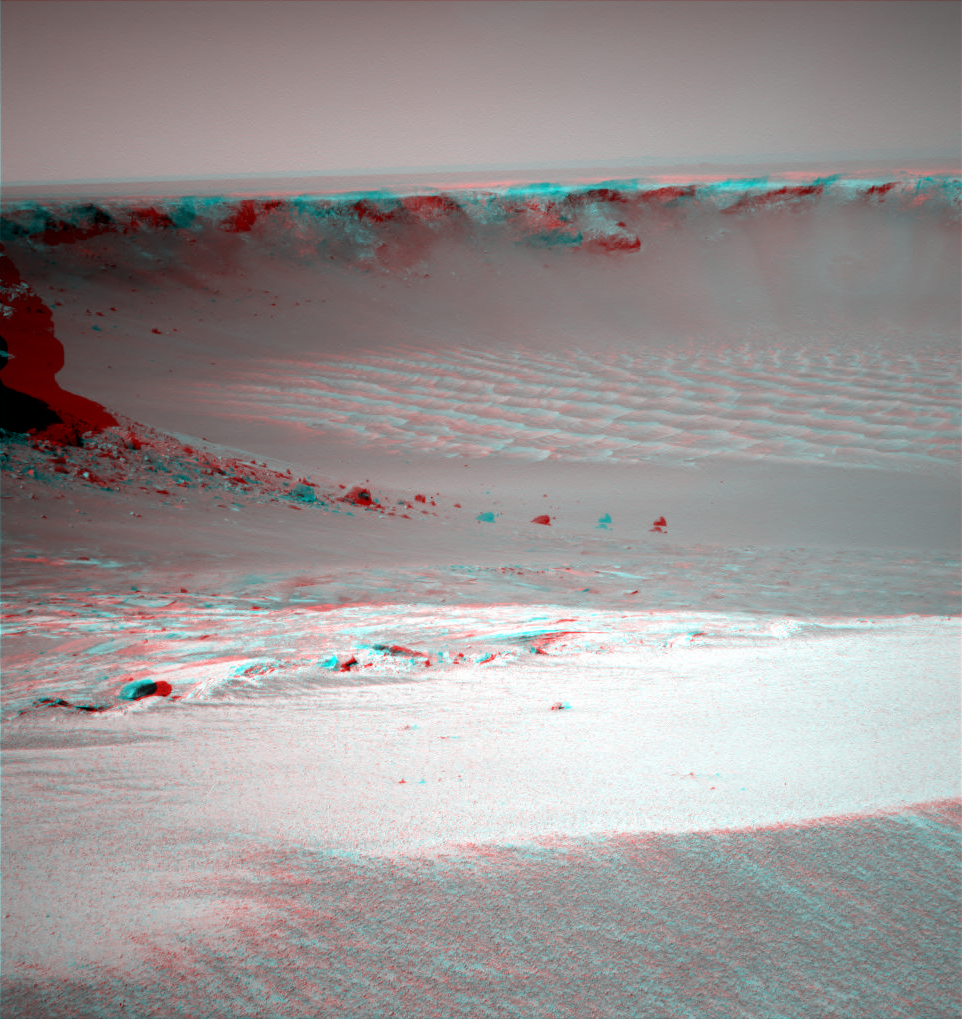
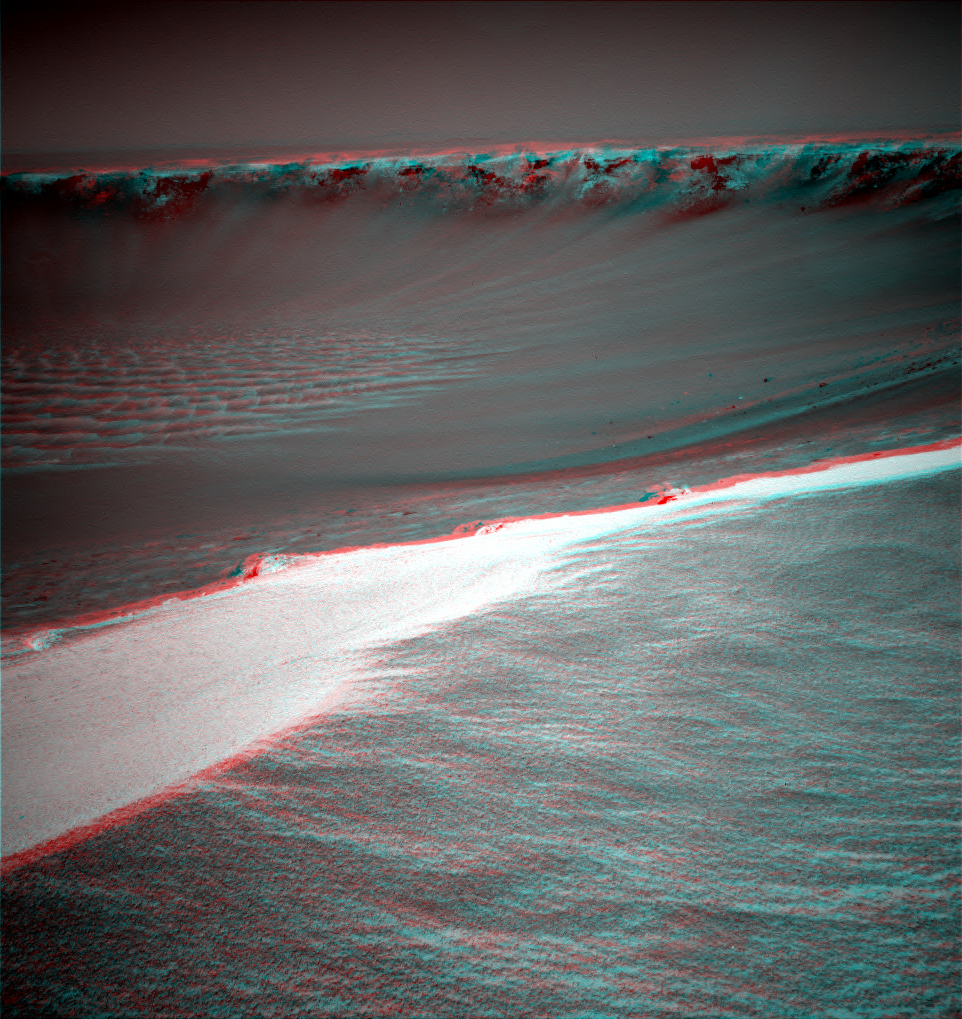
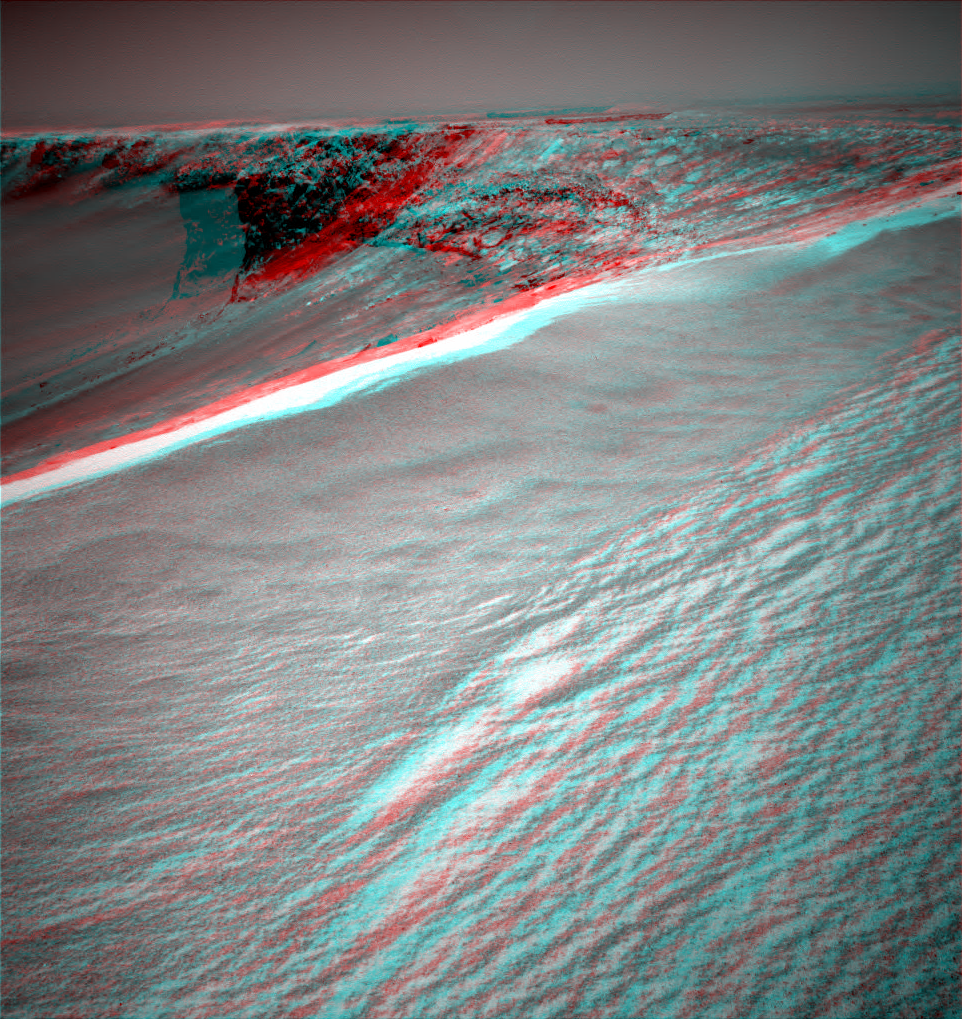
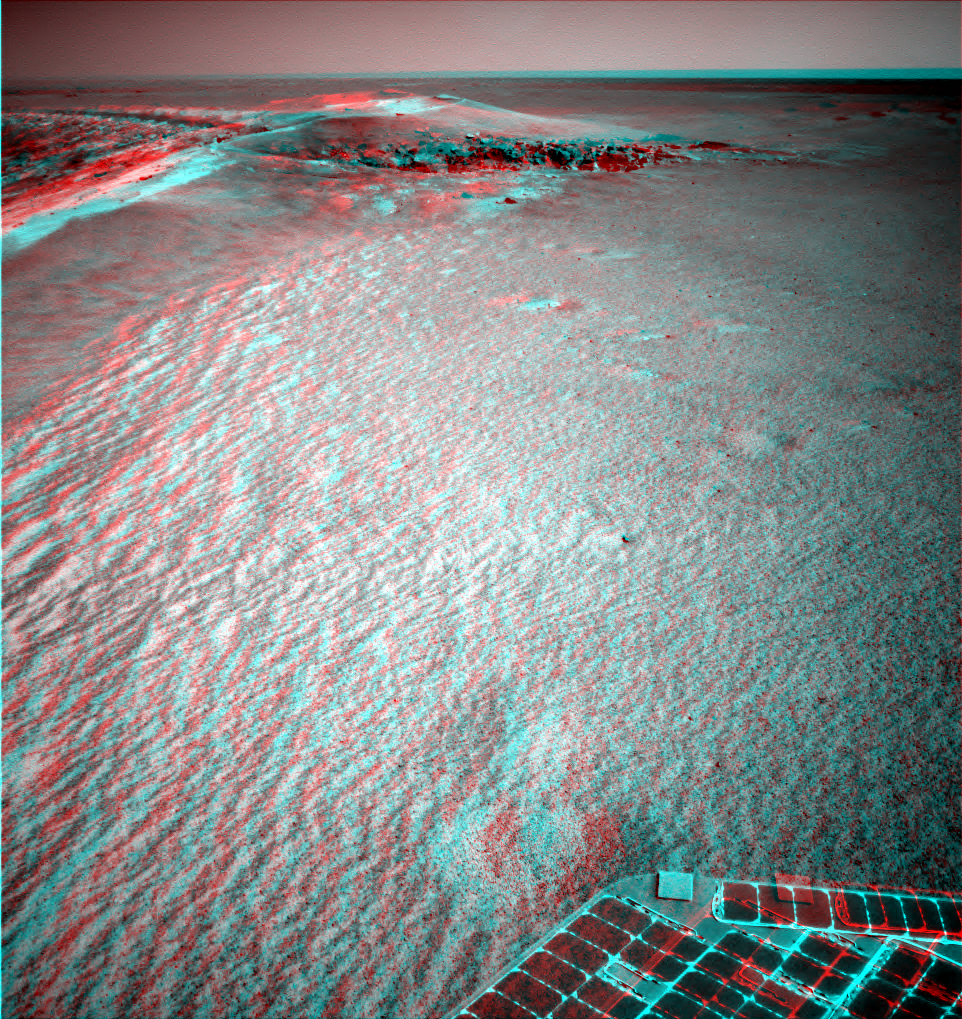